# Delo Rumjantseva
Delo Rumjantseva (russisk: Дело Румянцева, på dansk: Rumjantseva-sagen) er en sovjetisk spillefilm fra 1955 produceret af Lenfilm og instrueret af Iosif Chejfits. Det er en af de første sovjetiske film i detektivgenren. Filmen havde premiere i 1956 i Sovjetunionen.
Filmen er optaget i Tallinn i Estiske SSR.

## Handling
En ung lastbilchauffør, Sasja Rumjantsev, giver den unge pige Klavdiju Naumenko et lift, da hendes cykel er gået i stykker. Han kører galt, da han undviger et barn, der er løbet ud på vejen. Klavdiju kommer slemt til skade ved ulykken. Sasja bliver tiltalt, men anklageren finder ud af årsagen til uheldet og Rumjantsev slipper fri.
Sasja og Klavdiju bliver forelskede og forlovede, men Sasja kommer i nye problemer, da hans skumle og fordrukne chef blander Sasja ind i chefens lyssky forrentinger. På grund af chefen bliver Sasja medskyldig i tyveri, da Sasja kører med stjålne varer i lastbilen. Sasja bliver arresteret og politiet er helt sikre på, at Sasja er skyldig. Men den erfarne politimand Afanasjev tror på Sasja og finder frem til de skyldige.
Sasja og Klavdiju får hinanden og det hele ender godt.

## Medvirkende
- Aleksej Batalov som Sasja Rumjantsev
- Ninel Podgornaja som Klavdja Naumenko
- Sergej Lukjanov som Sergej I. Afanasjev
- Pjotr Lobanov som Samokhin
- Gennadij Jukhtin som Pavel Evdokimov